# Reconciliation
La Reconciliation (riconciliazione) è un processo legislativo del Senato degli Stati Uniti volto a permettere il voto di una legge che modifica il bilancio (budget bill) sottraendola all'ostruzionismo della minoranza.  Poiché questo processo limita il dibattito e la possibilità di emendare il testo della legge, esso viene spesso usato dalla maggioranza. La reconciliation si applica anche nella Camera dei Rappresentanti degli Stati Uniti, ma poiché nella Camera vigono regole che limitano il dibattito e gli emendamenti questo strumento diviene meno importante.
| Controllo di autorità | LCCN (EN) sh2012002773 · J9U (EN, HE) 987007590498205171 |